# M1879 Reichsrevolver
El M1879 Reichsrevolver o Reichs-Commissions-Revolver Modell 1879 y 1883 eran dos versiones de un revólver utilizado por el Ejército Imperial Alemán desde 1879 hasta 1908, cuando fue reemplazado por la Luger P08.
Las dos versiones del revólver sólo se diferenciaban en la longitud del cañón. Aunque el diseño era anticuado, el arma era extremadamente robusta y fueron utilizados en la Primera Guerra Mundial.

## Características
Ambos modelos eran revólveres de acción simple, con armazón macizo y sin eyector para los seis casquillos disparados. Su calibre era de 10,6 mm, empleando un cartucho que tenía un casquillo de longitud media, comparable al cartucho contemporáneo .44 Russian en tamaño y potencia. La recarga se efectuaba a través de una portilla en el lado derecho del arma, mientras que el tambor se desconectaba al tirar del martillo hasta la mitad de su recorrido. Para retirar los casquillos disparados, se sacaba el tambor retirando su eje y estos eran sacados manualmente.
La mayoría de revólveres traían un anillo en la empuñadura, para acoplarlos al uniforme mediante un acollador.